# NGC 4446
NGC 4446 é uma galáxia espiral (Sc) localizada na direcção da constelação de Coma Berenices. Possui uma declinação de +13° 54' 44" e uma ascensão recta de 12 horas, 28 minutos e 06,8 segundos.
A galáxia NGC 4446 foi descoberta em 17 de Abril de 1887 por Lewis A. Swift.